# Бесмойнак
Бесмойна́к (каз. Бесмойнақ) — село у складі Жамбильського району Алматинської області Казахстану. Входить до складу Дегереського сільського округу.
До 1993 року село називалось «Сергієвка».
Населення — 1207 осіб (2021; 1204 у 2009, 1091 у 1999, 1116 у 1989).